# Établissements pénitentiaires de Lenzbourg
Justizvollzugsanstalt Lenzburg
Les établissements pénitentiaires de Lenzbourg (en allemand : Justizvollzugsanstalt Lenzburg) sont un complexe carcéral situé sur la commune de Lenzbourg dans le canton d'Argovie. Ils sont composés du pénitencier, ancien établissement de détention mis en service en 1864, et d'une prison centrale, mise en service en 2011. Les établissements de Lenzbourg regroupent toutes les activités pénitentiaires argoviennes : tous les types de régime de détention sont possibles on y retrouve autant des hommes que des femmes. Les établissements sont réputés pour mener des projets carcéraux novateurs comme la mise en place d'installations dédiés aux détenus âgés ou de médiations pénales (concept en lien avec la justice restaurative).

## Présentation
Les établissements de Lenzbourg sont composés de deux structures carcérales, :
- un pénitencier
- une prison centrale

Ils se trouvent sur la commune argovienne de Lenzbourg,. Ils centralisent l'ensemble des activités pénitentiaires du canton depuis l'orientation politique de 1997, tendance qui est observée dans plusieurs régions de Suisse comme les établissements de la plaine de l'Orbe (Vaud) ou le regroupement des établissements pénitentiaires genevois à Puplinge (prison de Champ-Dollon, établissement fermé de la Brenaz, établissement fermé Curabilis).
Au total, la capacité maximale des établissements de Lenzbourg est de 363 détenus en 2020.
Comme dans tous les établissements pénitentiaires suisses, le travail est obligatoire pour les individus condamnés. Différents ateliers comme l'intendance, le ménage ou le cartonnage sont donc proposés aux détenus exécutant une peine. Sur le plan de la formation, les certifications sont par contre rares. Elles occasionnent en effet d'importantes difficultés organisationnelles et sécuritaires (exemple : examen accompagné de policiers à l'extérieur de la prison) et suscitent d'importants débats sociétaux sur la place de la réinsertion dans l'exécution pénale.
En 2017, les établissements pénitentiaires de Lenzbourg se dotent d'un système militaire de lutte contre les drones afin d'éviter des failles sécuritaires comme à l'établissement pénitentiaire de Bostadel (Zoug) en 2014. L'établissement se situant au niveau de certains couloirs aériens de l'aéroport de Zurich, les autorités ne peuvent mettre en place des infrastructures de brouillage. Le système est donc orienté vers la détection avec des radars, des caméras et des détecteurs infrarouges.

### Pénitencier
Le pénitencier de Lenzbourg (en allemand : Strafanstalt) est une construction pénitentiaire du 19e siècle, bâti sur le modèle du panoptique. Le bâtiment est en forme d'étoile. Une tour centrale abrite notamment les postes de surveillance tandis que les cinq bras de l'étoile regroupent les quartiers cellulaires. De la tour centrale, l'ensemble des quartiers cellulaires sont accessibles et peuvent être observés.

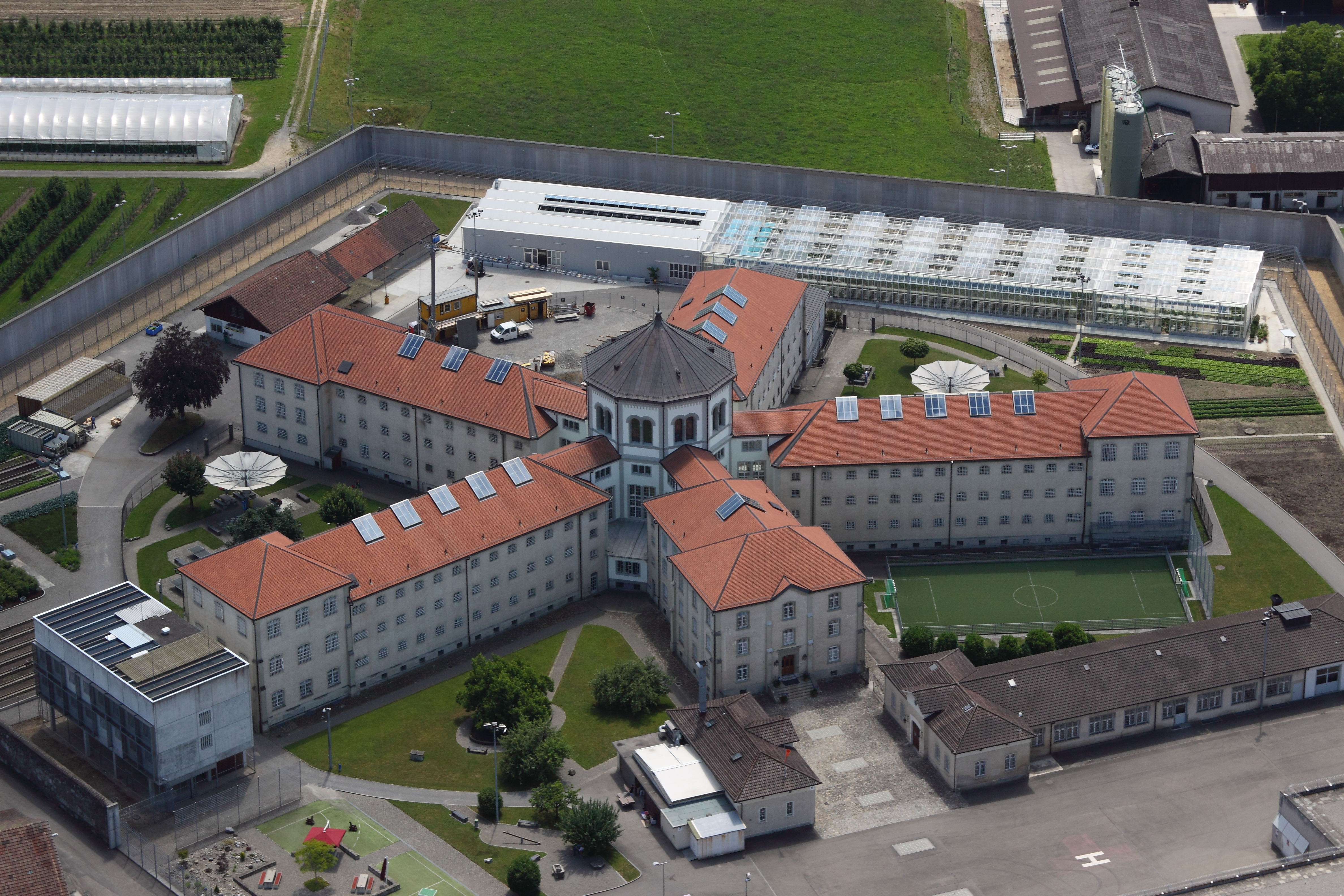
Vue aérienne du pénitencier de Lenzbourg, plan panoptique en étoile.

Le pénitencier n'accueille que des détenus de sexe masculin, mais dans plusieurs régimes de détention possibles : détention préventive, exécution de peines et exécution de mesures (installations permettant la prise en charge de détenus avec des troubles psychiatriques notamment),.
Depuis 2016, le pénitencier de Lenzbourg dispose d'une capacité de 199, dont 8 places en haute sécurité,. Des travaux menés entre 2014 et 2017 ont permis de créer environ 20 nouvelles places de détention (2014 : 180 places ; 2015 : 191 places),.
Du fait de l'ancienneté des bâtiments, les conditions de détention des espaces cellulaires sont mauvaises en regard des standards modernes. Les cellules sont petites (entre 7 et 9 m2) et les installations sanitaires vétustes. Toutefois, pour compenser ces difficultés, les autorités autorisent les détenus à se déplacer librement dans certains espaces en journée et ont construit des aires de loisirs dans chaque section (bras de l'étoile).
A titre indicatif, la capacité de la prison en 1966 était de 220 prisonniers, témoignant ainsi de conditions de détention plus dures (espaces cellulaires plus petits),.

### Prison centrale
La prison centrale (en allemand : Zentralgefängnis) a été mise en service en 2011 par les autorités argoviennes. Son organisation est typique des établissements modernes suisses : le bâtiment est de forme rectangulaire, traversé par deux couloirs centraux et les quartiers cellulaires disposés sur l'extérieur (vue sur l'extérieur depuis la fenêtre des cellules). Une extension dédiée à l'exécution des peines courtes a été construite en 2017. Un secteur de 18 places est également dédié aux femmes et un autre de 6 places destiné aux mineurs.
La prison héberge des individus en détention provisoire et en exécution de peine (courtes et longues). Elle n'accueille pas de détenus exécutant des mesures (traitement thérapeutique institutionnel) mais des détenus placés sous le régime de l'internement.
D'une capacité initiale de 119 places, la prison centrale peut accueillir 164 détenus depuis son extension en 2017,. Les travaux de l'extension ont coûté un peu plus de 25 millions de francs suisses, près de 5,5 millions étant pris en charge par la Confédération.

## Histoire
En 1864, le pénitencier de Lenzbourg est inauguré et accueille ses premiers détenus,. Une section de sécurité élevée est construite en 1995. Tout au long de son histoire, l'édifice a subi différentes rénovations et modernisations. Récemment des travaux importants ont été entrepris de 2014 à 2017.
En 1997, les autorités cantonales ont lancé le programme de centralisation des activités pénitentiaires argoviennes. L'objectif suivi est alors de concentrer les établissements dans un complexe sur le site de Lenzbourg et de fermer les autres structures de détention cantonales,.
La prison centrale est construite et mise en service en 2011. Après l'inauguration d'une extension d'environ 60 places en 2017, le nombre de places est revu à la baisse (diminution de 15 places), notamment à la suite de l'arrêt de la campagne sécuritaire « Crime Stopp » initiée par le canton en 2013,.

## Vieillissement de la population carcérale: secteur 60+
Depuis le milieu des années 2000, la population carcérale suisse de plus de 50 ans augmente fortement. Un examen plus précis des statistiques montre ainsi qu'il existait une légère tendance haussière du nombre de détenus de plus de 50 ans depuis la fin des années 1980, cette tendance étant plus marquée pour les détenus entre 50 et 60 ans. Toutefois, à partir de 2007, un net accroissement de la population des détenus âgés a été enregistré, particulièrement pour les plus de 60 ans qui étaient auparavant très peu nombreux. Les experts estiment que cette tendance devrait se poursuivre, l'augmentation de la détention de personnes âgées s'expliquant par des facteurs pénaux  dont les effets de latence sont importants : allongement de la durée des peines, recours à des mesures de sûreté de la part des autorités pénales ainsi qu'une moins grande propension des autorités à accorder des libérations conditionnelles,. Ainsi, par rapport à 2015, le nombre de détenus âgés de plus de 60 ans devrait tripler en 2030, puis être multiplié par 6 en 2040 et au moins 9 en 2050.
| Nombre de détenus de 50 ans et plus en Suisse |
| Source : SwissInfo                            |

Face au vieillissement de la population carcérale en Suisse et aux conséquences que cela engendre pour la prise en charge des détenus, les autorités argoviennes innovent en créant l'unité 60+ en 2011,. Constatant l'inadaptation des espaces pénitentiaires classiques, conçus plutôt pour des détenus entre 20 et 45 ans, une unité de 12 places du pénitencier précédemment dévolue aux détenus avec des troubles psychiatriques est reconvertie en unité dédiée à la prise en charge des détenus âgés. Les installations sont étudiées pour pallier la perte d'autonomie des détenus. Par exemple, des poignées sont installés dans les cellules, notamment au niveau des douches et des toilettes. L'établissement met également à disposition des détenus des fauteuils roulants, des lits articulés et adapte l'accès aux soins.
Outre les aspects liés à la détention, les experts indiquent que la prise en charge des détenus âgés doit aussi intégrer pleinement la fin de vie. En effet, une étude menée par des chercheurs de l'université de Berne montre l'inadaptation des organisations pénitentiaires suisses face aux décès des détenus. Ainsi, l'encadrement des détenus qui de par leur âge et leur condamnation n'ont que la détention pour avenir devrait évoluer selon les experts. Les logiques traditionnelles de la sanction pénale, à savoir la punition et la réinsertion n'ont en effet plus cours pour cette population. De plus, les règlements et les directives sont eux aussi lacunaires. Par exemple, la prise en compte de la dangerosité des détenus en fin de vie n'est pas satisfaisante en regard de l'accès aux soins.
Intéressés par le projet, plusieurs établissements se dotent de structure similaire en Suisse alémanique,. Ce sont donc les établissements de Pöschwies (Zurich) et de Bostadel (Zoug) qui ouvrent des structures pénitentiaires dédiées aux détenus âgés les années suivantes (trente places à Pöschwies). Du côté de la Suisse romande, aucun canton n'a encore développé ce type d'unité en 2020. Les responsables pénitentiaires romands expliquent cette absence par la surpopulation carcérale qui affecte les établissements régionaux, notamment la prison de Champ-Dollon (Genève) ou celles du Bois-Mermet et de la Croisée (Vaud), ne permet pas la construction d'infrastructures dédiées à une petite part de la population carcérale.

## Justice restaurative
En 2017, un projet de justice restaurative est lancé au sein des établissements de Lenzbourg,. La justice restaurative est une approche qui s'est développée aux États-Unis au cours des années 1990. La justice restaurative se veut une prise en charge complémentaire à la sanction pénale. Tandis que la sanction pénale met l'accent sur le non-respect d'une loi et une punition infligée par la société, la justice restaurative souhaite replacer au centre de la problématique les victimes ainsi que les dommages et préjudices qu'elles ont subi. La justice restauratrice est donc une approche plus concrète, les dommages subis étant plus tangibles que le non-respect d'une loi par définition abstraite, qui fonde son action sur la réparation (émotionnelle) plutôt que sur la rétribution (sanctions prononcées par le corps sanction pour compenser les préjudices).
Les actions constitutives de la justice restaurative sont nombreuses et variées,,. Généralement, la médiation pénale en est une composante importante, ce qui est le cas aux établissements de Lenzbourg. Au sein de groupes de discussions, les victimes et les détenus peuvent ainsi échanger sur le crime ou le délit qui a eu lieu, sur les motivations qui y ont présidé, etc. Ces espaces de discussions permettent alors aux différents intervenants de se réapproprier les actes passés. Si les victimes peuvent ainsi obtenir des réponses que le procès ne recherche pas — étant focalisé sur la qualification des délits et des crimes afin d'établir la sanction adaptée — les détenus peuvent également exprimer leurs émotions sur le sujet. Les spécialistes estiment ainsi que les discussions permettent aux détenus de se « réhumaniser » et de développer leur capacité de discussion et de socialisation.
Si les établissements de Lenzbourg ont été les premiers à lancer ce type de projet, d'autres organisations pénitentiaires suisses ont développé, depuis, des concepts similaires, principalement en Suisse alémanique comme à l'établissement Bostadel,. En Romandie, le canton de Vaud a également lancé un projet pilote à l'établissement La Léchaires (Palézieux) tandis que le canton de Genève expérimente également la justice restaurative à l'établissement fermé de la Brenaz.

## Cellules roses
À l'instar d'autres établissements helvétiques et européens, les établissements de Lenzbourg expérimentent dans les années 2010 le concept de cellule rose,. Reposant sur des travaux de médecine et de psychologie, les cellules roses ont la caractéristiques d'avoir leurs murs peints en rose. D'après certaines recherches, cette couleur permettrait de diminuer le stress et l'agressivité des détenus. Plusieurs établissements, en Suisse l'établissement de Pfäffikon fut le premier en 2006, décident ainsi de créer un petit nombre de ces cellules pour pouvoir isoler et calmer plus facilement les détenus en crise.
Les cellules roses sont toutefois critiquées par plusieurs experts, notamment en Romandie. Ainsi, certains reprochent à ces cellules de déstabiliser profondément les détenus, individus appartenant à un milieu caractérisé par une culture machiste. D'autres ne voient dans ces cellules que des artifices de communication, détournant l'attention et les budgets d'autres mesures jugées plus efficaces mais moins en vogue. Finalement, l'efficacité même des cellules roses est mise en cause par certaines études scientifiques,.

### Rapports d'organismes indépendants et officiels
- Rapport de visite de la Commission nationale de prévention de la torture (2012) (en allemand) ; Prise de position du Conseil d'état du canton d'Argovie (en allemand)
- Suivi du rapport de visite de la Commission nationale de prévention de la torture (2017) (en allemand) ; Prise de position du Conseil d'état du canton d'Argovie (en allemand)